# Llac Mono
El llac Mono (en anglès: Mono Lake) és un llac alcalí i hipersalí situat al Comtat de Mono a Califòrnia, Estats Units. Està a 1.944 m d'altitud. Té una superfície de 180 km², una conca de 2.030 km² i un volum de 3.66 km³. La fondària mitjana és de 17 m i la màxima de 48 m.
Té un ecosistema excepcionalment productiu i és l'hàbitat de diverses espècies d'ocells amenaçats.

## Geologia

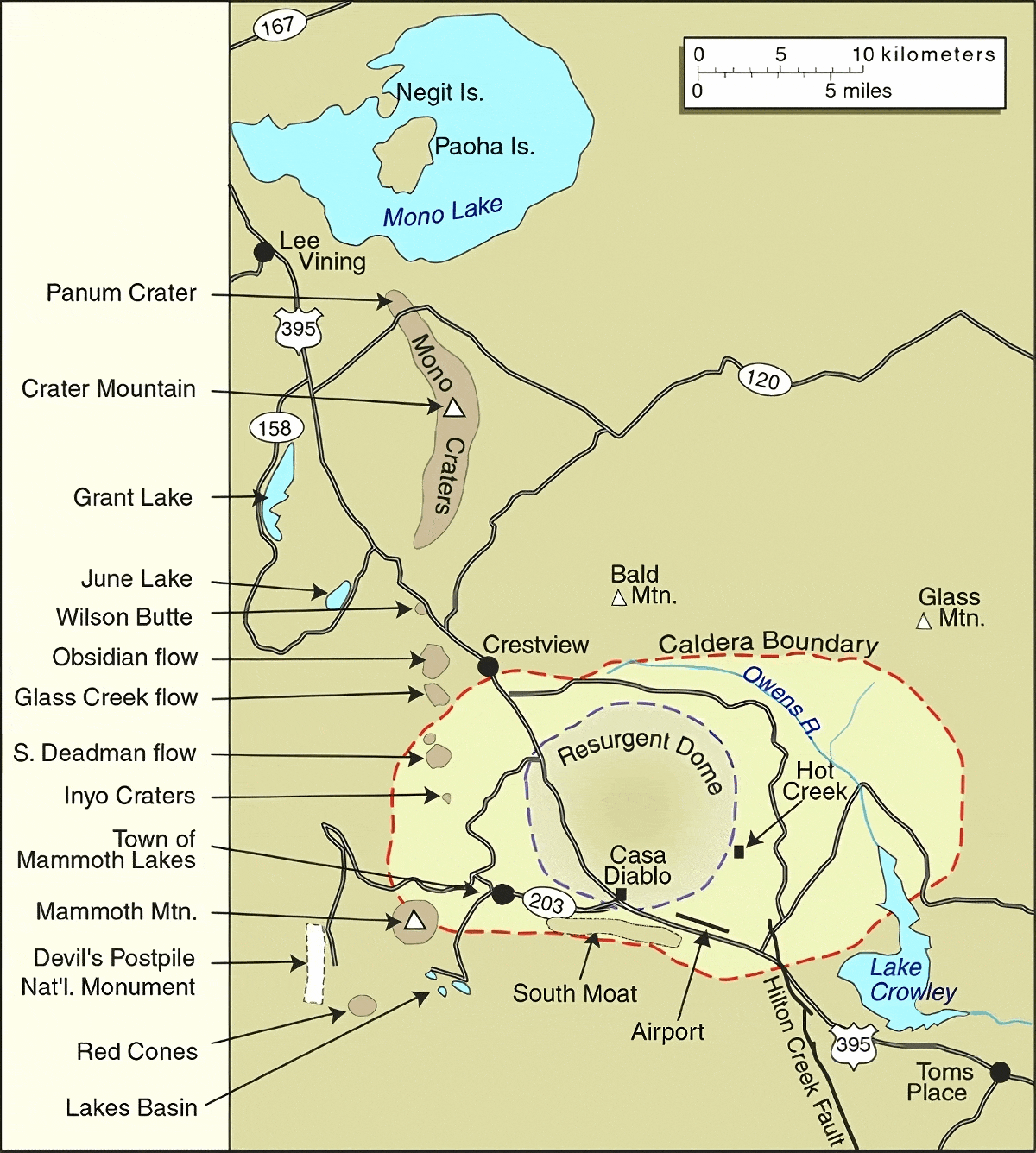
Mapa de la zona del llac Mono.

Al nord del llac Mono en els turons Bodie, hi ha laves andesítiques de 8 a 28 milions d'anys d'antiguitat. L'activitat volcànica intensa més antiga de la zona és de fa entre 3,8 milions i 250.000 anys. Aquesta activitat va formar els cràters Aurora, i Beauty Peak. La darrera erupció de la zona data de fa 350 anys a l'illa Pahoa, situada dins del llac.
Es creu que el llac Mono es va formar com a mínim fa 760.000 anys i probablement era un llac més gran que cobria una gran part dels estats de Nevada i Utah, podria ser un dels llacs més antics de Nord-amèrica. Es troba en una conca endorreica, per tant, sense sortida a l'oceà i les sals s'hi acumulen i n'eleven el pH.
Al sud del llac hi va ser descoberta l'any 2007 una nova espècie mineral: la hazenita, un mineral de la classe dels fosfats.

## Conservació
Per tal de subministrar aigua a la zona de Los Angeles, el 1913 es va portar aigua del riu Owens i el 1941, aigua de la conca del llac Mono i això va fer baixar el nivell d'aigua del llac, que, cap al 1982, havia perdut el 31% del seu volum, amb conseqüències per als nius d'alguns dels ocells que hi vivien, que quedaren exposats a la depredació dels coiots i abandonaren la zona del llac. Finalment la zona es va protegir oficialment.

## Ecologia

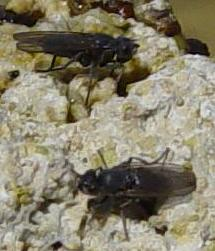
Mosques d'ambient alcalí del Llac Mono.

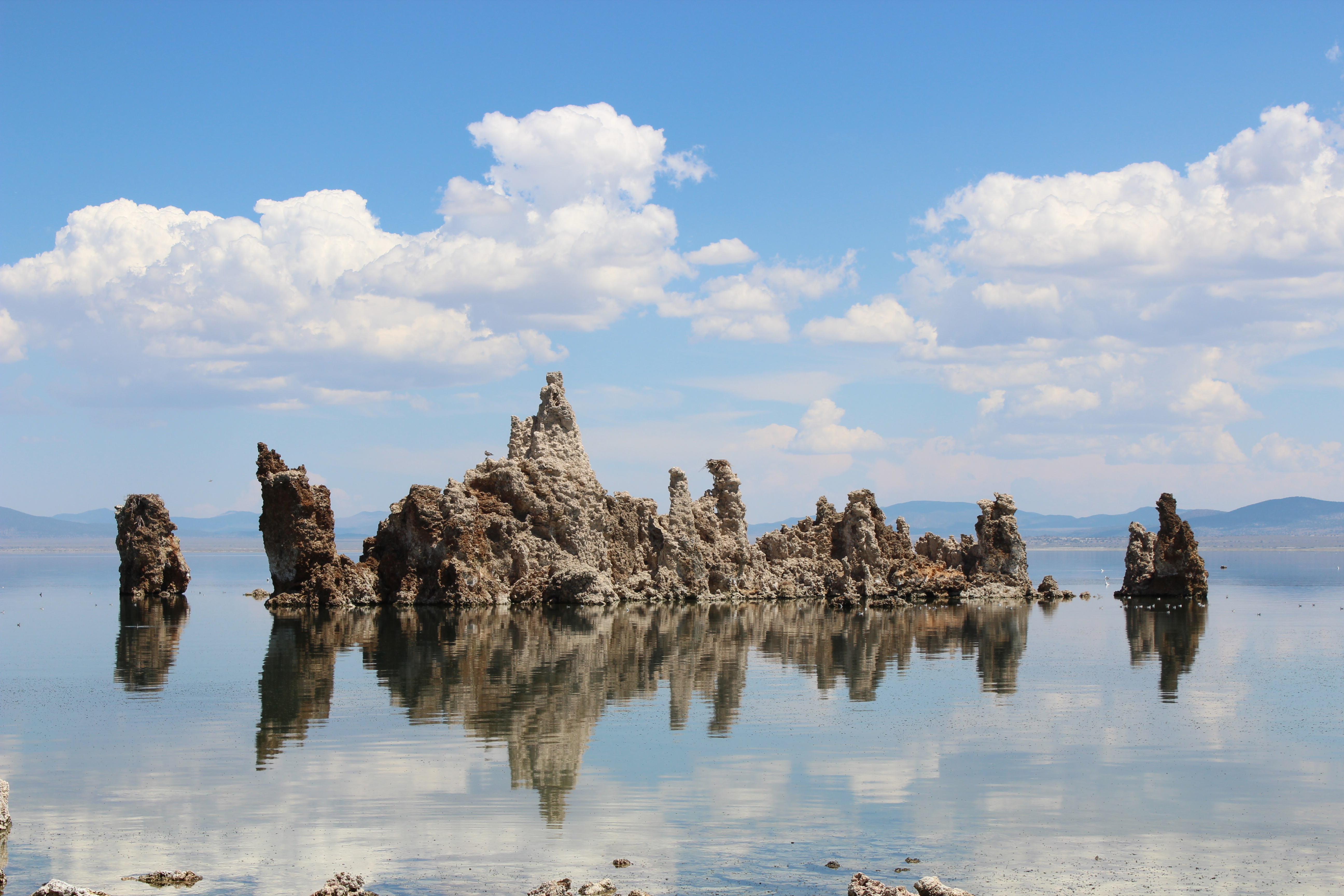

El pH de l'aigua del llac és de 10, equivalent a 4 mil·ligrams d'hidròxid sòdic (NaOH) per litre d'aigua, per això no hi ha peixos natius. S'estima que durant l'estiu hi viuen de 4 a 6 mil milionsd'individus d'un petit crustaci d'aigua salada que s'alimenta de fitoplàncton. També hi viu un dípter d'ambient alcalí (família Ephydridae) que es troba a la riba del llac i pot caminar per sota de la superfície de l'aigua dins de bombolles d'aire.
El 2 de desembre de 2010 es va descriure un bacteri, el GFAJ-1, aïllat d'aquest llac, que, en el laboratori, en absència de fòsfor podia utilitzar arsènic per a construir molècules que són essencials per a la vida, com ara els àcids nucleics o el trifosfat d'adenosina. Tanmateix, investigacions posteriors no han aconseguit reproduir aquests resultats, per la qual cosa han posat en dubte la veracitat de la troballa.